# Тегирий
Тегирий (др.-греч. Τεγύριος) — персонаж древнегреческой мифологии. Фракийский царь. Сын Гиппокоонта.
Выдал дочь замуж за Исмара, сына Евмолпа. Завещал Евмолпу царскую власть.